# Xanthoria ascendens
Xanthoria ascendens är en lavart som beskrevs av S. Y. Kondr. Xanthoria ascendens ingår i släktet Xanthoria och familjen Teloschistaceae.   Inga underarter finns listade i Catalogue of Life.